# Rikuto Hirose
Pour les articles homonymes, voir Hirose.
Rikuto Hirose (広瀬 陸斗, Hirose Rikuto), né le 23 septembre 1995, est un footballeur japonais.

## Biographie
Hirose commence sa carrière professionnelle en 2014 avec le club du Mito HollyHock, club de J2 League. En 2014, il est transféré au Tokushima Vortis. Il dispute un total de 98 matchs avec le club. En 2019, il est transféré au Yokohama F. Marinos, club de J1 League. Avec ce club, il est sacré champion du Japon en 2019. En 2020, il est transféré au Kashima Antlers.